# Мизар
„Мѝзар“ е даркуейв, пост-пънк и готик рок група от Скопие, Северна Македония.

## История
Формирана е през 1981 година и е известна с фолклорни и византийски примеси в музиката си. Основатели на групата са Горазд Чаповски, Валентин Забякин и Панта Джамбазоски. Джамбазоски дава името на групата, което е с арабски произход и означава звезда за номадите. В 1981 година Мизар са само инструментална хардрок група. Това е „първо откровение“ от Мизар. В 1982 година Ристо Въртев става първият вокалист на групата. Забякин напуска групата в това време и Илия Стояноски става басист.
В 1985 година Въртев напуска групата и преминава в алтернатив рок група „Архангел“. На негово място вокалист става Горан Таневски, а Слободан Стояновски поема клавишните инструменти. Мизар се преориентира към даркуейв група. Това е „второ откровение“ от Мизар. По-късно Горан Трайковски става басист, а в 1987 година Мизар са подгряваща група на „Лайбах“ и на сръбската „Дисциплина кичме“ на турне от Югославия.
Първият им албум е издаден в 1988 година в състав:
- Горан Таневски – вокали
- Горазд Чаповски – китара
- Борис Георгиев – барабани (от група Бадмингтонс)
- Сашо Кръстевски – бас
- Катерина Веляновска – клавишни

Продуцент на Мизар е Горан Лисица – Фокс. Мизар имат кавър версия на народната песен „Зайди, зайди, ясно слънце“ под името „Златно слънце“. Популярни други техни песни са „Девойка от бронза“, „Градът е ням“ и „Мъгла“.
Вторият им албум „Свят Дриймс“ е издаден в 1991 година, където са включени кавъри от песен „Sweet Dreams“ от група Юритмикс, народната песен „1762 лето“ и „Дом“. Таневски напуска Мизар и е заменен от Нора Стоянович, но до края на 1991 групата се разпада. Таневски е промоутър за концерти, Владимир Каевски възстановява старата си група „Киборг“, а Чаповски формира нова група „Късмет“ в Австралия.
През 2003 година, Мизар се реформират и свирят концерти в бивша Югославия, с Трайковски какво вокалист и издадена сингъл „Юда“ с бисайд „Почесна стрелба“ за радио станции. Третият им албум, „Кобна убавина“, е издаден през 2004 година от лейбъла „Авалон Продукция“. Това е „трето откровение“ на Мизар.
През 2006 година, Трайковски напуска групата и Таневски става вокалист, но като гост („Мизар заедно с Горан Таневски“). Четвъртият албум „Поглед кон цветната градина“ е издаден през 2007 година с лейбъл „Скопие джаз фестивал“.
През 2010 година единственият член на Мизар от създаването ѝ е Чаповски, който заедно със Зоран Оригянски, Пеце Китановски и мъжки византийски хор Хармосини издават албума „Детето и Бялото море“ с лейбъл „Младежки културен център – Скопие“. Един член от Хармосини е Ристо Солунчев от хип-хоп групата „Чиста Околина“.
През 2014 година Мизар подгряват шотландската група „Симпъл Майндс“ на концерт в зала „Кале“ в Скопие. С новия албум „Шарена крава“ Мизар се преориентират назад към пънк-група.

## Дискография
- 1988 – Мизар
- 1991 – Свјат Dreams 1762-1991
- 2003 – Јуда
- 2004 – Кобна убавина
- 2007 – Поглед кон цветната градина
- 2010 – Детето и белото море
- 2022 – Вечна празнина